# Filmografia lui Hugh Grant
Hugh Grant este un actor englez. Cariera sa se întinde pe patru decenii. Din 1994 a fost recunoscut ca o vedetă internațională de film și a primit un Glob de Aur și un premiu BAFTA. Filmele sale au încasat în total peste 2,4 miliarde de dolari americani în întreaga lume.
Grant a debutat cinematografic în filmul Oxford, Privilegiul (1982), urmat de un rol principal în filmul romantic de dramă istorică Merchant-Ivory Maurice, pentru care a primit Cupa Volpi pentru cel mai bun actor la Festivalul Internațional de Film de la Veneția. În această perioadă, Grant a mai apărut în filme de dramă istorică ca Impromptu (1991), Rămășițele zilei (1993), Rațiune și simțire (1995) sau Restaurație (1995).
Apoi și-a câștigat celebritatea cu roluri principale în comedii romantice, începând cu Patru nunți și o înmormântare (1994) care i-a adus Premiul BAFTA pentru cel mai bun actor cât și Premiul Globul de Aur pentru cel mai bun actor (muzical/comedie). A colaborat adesea cu regizorii Richard Curtis și Marc Lawrence jucând într-un șir de filme populare de comedie romantică, cum ar fi Nouă luni (1995), Notting Hill (1999), Jurnalul lui Bridget Jones (2001), Totul despre băieți (2002), Dragoste cu preaviz (2002), Pur și simplu dragoste (2003) sau Muzica și versurile (2007).
De atunci, Grant a avut o renaștere la mijlocul carierei, experimentând o varietate de genuri, abordând diverse genuri, de la comedie la drame. A interpretat numeroase personaje în filmul științifico-fantastic epic Atlasul norilor, St. Clair Bayfield în filmul istoric Florence, un actor egoist în filmul pentru copii Paddington 2 (2017), un Oompa loompa în musicalul Wonka, Thurl Ravenscroft în comedia Netflix Unfrosted: Bătălia pentru Pop-Tart (2024) și un misterios englez în filmul de groază Eretic: Labirintul morții (2024). În acest timp, a jucat și în mai multe filme de acțiune ale lui Guy Ritchie, inclusiv ca Waverly în Agentul de la U.N.C.L.E. (2015), Fletcher în Gangsteri cu stil (2019) și Greg Simmonds în Operațiunea Fortune: Urzeala războiului (2023). 
În televiziune, a interpretat roluri dramatice ca politicianul britanic Jeremy Thorpe în serialul de antologie Amazon Prime Video Un scandal britanic (2018) și ca Dr. Jonathan Fraser, un soț acuzat de infidelitate și crimă în serialul HBO De la început (2021), ambele i-au adus nominalizări la Premiul Emmy pentru cel mai bun actor într-o miniserie sau un film.

## Film
| An   | Titlu                                                  | Rol                                                         | Note                                                     |
| ---- | ------------------------------------------------------ | ----------------------------------------------------------- | -------------------------------------------------------- |
| 1982 | Privileged                                             | Lord Adrian                                                 | Ca Hughie Grant                                          |
| 1987 | Maurice                                                | Clive Durham                                                |                                                          |
| 1987 | Pe drumul spre Nairobi                                 | Hugh Cholmondeley                                           |                                                          |
| 1988 | Rowing with the Wind                                   | Lord Byron                                                  | Cunoscut ca Remando al viento în spaniolă                |
| 1988 | The Lair of the White Worm                             | Lordul James D'Ampton                                       |                                                          |
| 1988 | The Dawning                                            | Harry                                                       |                                                          |
| 1988 | La nuit Bengali                                        | Allan                                                       |                                                          |
| 1990 | Luptătorul                                             | Gordon                                                      | Cunoscut și ca Crossing the Line sau The Big Man         |
| 1991 | Impromptu                                              | Frédéric Chopin                                             |                                                          |
| 1992 | Luna amară                                             | Nigel Dobson                                                |                                                          |
| 1993 | Rămășițele zilei                                       | Reginald Cardinal                                           |                                                          |
| 1993 | Trenul de noapte spre Veneția                          | Martin Gamil                                                |                                                          |
| 1994 | Patru nunți și o înmormântare                          | Charles                                                     |                                                          |
| 1994 | Sirenele                                               | Anthony Campion                                             |                                                          |
| 1995 | Restaurație                                            | Elias Finn                                                  |                                                          |
| 1995 | Rațiune și simțire                                     | Edward C. Ferrars                                           |                                                          |
| 1995 | Nouă luni                                              | Samuel Faulkner                                             |                                                          |
| 1995 | Englezul care a urcat o colină, dar a coborât un munte | Reginald Anson                                              |                                                          |
| 1995 | O mare aventură                                        | Meredith Potter                                             |                                                          |
| 1996 | Soluții extreme                                        | Dr. Guy Luthan                                              |                                                          |
| 1999 | Mickey, Ochi Albaștri                                  | Michael Felgate                                             |                                                          |
| 1999 | Notting Hill                                           | William Thacker                                             |                                                          |
| 2000 | Escroci de mâna a doua                                 | David Perrette                                              |                                                          |
| 2001 | Jurnalul lui Bridget Jones                             | Daniel Cleaver                                              |                                                          |
| 2002 | Dragoste cu preaviz                                    | George Wade                                                 |                                                          |
| 2002 | Totul despre băieți                                    | Will Freeman                                                |                                                          |
| 2003 | Pur și simplu dragoste                                 | Prim-ministrul David                                        |                                                          |
| 2004 | Bridget Jones: La limita rațiunii                      | Daniel Cleaver                                              |                                                          |
| 2005 | Housewarming                                           | Le nouveau voisin                                           | Cameo                                                    |
| 2006 | Vise americane                                         | Martin Tweed                                                |                                                          |
| 2007 | Muzica și versurile                                    | Alex Fletcher                                               |                                                          |
| 2009 | Ce-o fi cu soții Morgan?                               | Paul Morgan                                                 |                                                          |
| 2012 | Pirații! O bandă de neisprăviți                        | Căpitanul pirat                                             | Rol de voce; cunoscut și ca The Pirates! Band of Misfits |
| 2012 | Atlasul norilor                                        | Giles Horrox / Lloyd Hooks / Denholme Cavendish / Seer Rhee |                                                          |
| 2014 | Punct și de la capăt                                   | Keith Michaels                                              |                                                          |
| 2014 | One Rogue Reporter                                     | Propriul rol                                                | Film documentar                                          |
| 2015 | Agentul de la U.N.C.L.E.                               | Mr. Waverly                                                 |                                                          |
| 2016 | Florence                                               | St. Clair Bayfield                                          |                                                          |
| 2017 | Paddington 2                                           | Phoenix Buchanan                                            |                                                          |
| 2019 | Gangsteri cu stil                                      | Fletcher                                                    |                                                          |
| 2022 | La cuțite: Misterul din Grecia                         | Phillip                                                     | Cameo                                                    |
| 2023 | Operațiunea Fortune: Urzeala războiului                | Greg Simmonds                                               |                                                          |
| 2023 | Dungeons & Dragons: Frăția hoților                     | Forge Fitzwilliam                                           |                                                          |
| 2023 | Wonka                                                  | Lofty Oompa-Loompa                                          |                                                          |
| 2024 | Unfrosted: Bătălia pentru Pop-Tart                     | Thurl Ravenscroft                                           | [ 2 ]                                                    |
| 2024 | Eretic: Labirintul morții                              | Dl. Reed                                                    | [ 3 ]                                                    |
| 2024 | Paddington în Peru                                     | Phoenix Buchanan                                            | Nemenționat                                              |
| 2025 | Bridget Jones: Topită după el                          | Daniel Cleaver                                              | Post-producție                                           |

## Televiziune
| An   | Titlu                                   | Rol                      | Note                                                                                              |
| ---- | --------------------------------------- | ------------------------ | ------------------------------------------------------------------------------------------------- |
| 1985 | Honour, Profit and Pleasure             | Lord Burlington          | Film TV                                                                                           |
| 1985 | Jenny's War                             | Peter Baines             | 3 episoade                                                                                        |
| 1985 | The Last Place on Earth                 | Apsley Cherry-Garrard    | 6 episoade                                                                                        |
| 1986 | Ladies in Charge                        | Gerald Boughton-Green    | 1 episod                                                                                          |
| 1986 | A Very Peculiar Practice                | Preacher Colin           | 1 episod                                                                                          |
| 1989 | Till We Meet Again                      | Bruno de Lancel          | 2 episoade                                                                                        |
| 1989 | Champagne Charlie                       | Charles Heidsieck        | Film TV                                                                                           |
| 1989 | The Lady and the Highwayman             | Lucius Vyne/Silver Blade | Film TV                                                                                           |
| 1991 | The Trials of Oz                        | Richard Neville          | Film TV                                                                                           |
| 1991 | Our Sons                                | James Grant              | Film TV                                                                                           |
| 1991 | Performance                             | Alsemero/Richard Neville | 2 episoade                                                                                        |
| 1992 | Shakespeare: The Animated Tales         | Sebastian                | Voce 1 episod                                                                                     |
| 1996 | Dădaca                                  | Rolul său                | nemenționat 1 episod                                                                              |
| 1999 | Doctor Who and the Curse of Fatal Death | The 12th Doctor          | Special TV                                                                                        |
| 2002 | Robbie the Reindeer                     | Blitzen                  | Special TV de animație; dublaj american Episoadele "Hooves of Fire" și "Legend of the Lost Tribe" |
| 2017 | Red Nose Day Actually                   | prim-ministrul David     | Scurtmetraj TV                                                                                    |
| 2017 | W1A                                     | Rolul său                | 1 episod                                                                                          |
| 2018 | Un scandal britanic                     | Jeremy Thorpe            | Miniserial, 3 episoade                                                                            |
| 2019 | One Red Nose Day and a Wedding          | Charles                  | Scurtmetraj TV                                                                                    |
| 2020 | De la început                           | Dr. Jonathan Fraser      | Miniserial, 6 episoade                                                                            |
| 2020 | Jos cu 2020!                            | Tennyson Foss            | Special Netflix                                                                                   |
| 2021 | Jos cu 2021!                            | Tennyson Foss            | Special Netflix                                                                                   |
| 2024 | Regimul                                 | Edward Keplinger         | 1 episod                                                                                          |